# C. Steinweg
C. Steinweg is een van oorsprong Rotterdams bedrijf dat zich wereldwijd richt op het overslaan van goederen in havengebieden.

## Geschiedenis
De onderneming begon in 1847 met een agentschap van C. Steinweg in de opkomende haven van Rotterdam. De huidige opzet als overslagbedrijf dateert uit 1895 toen C. Steinweg zijn eerste Handelsveem, een terminal voor de overslag van goederen van water op land, opende in de Rotterdamse haven. Vanaf de jaren 50 begon het bedrijf zich door de groeiende wereldhandel steeds meer te profileren als internationale onderneming. Dit leidde in 1984 tot zijn eerste buitenlandse vestiging in Singapore als hub voor zijn logistieke activiteiten in (opkomende) markten in Azië, zoals China, Taiwan, Zuid-Korea en Maleisië. Eind jaren 80 bouwde C. Steinweg zijn netwerk uit met een vestiging in Zuid-Amerika, gevolgd door de bouw van de eerste vestiging in Noord-Amerika in 1990.

## Producten en diensten

### Op- en overslag
C. Steinweg beschikt over terminals over de hele wereld. De terminals, door C. Steinweg Handelsveem genoemd, bevinden zich hoofdzakelijk aan zee en richten zich met name op de overslag van metaal- en staalproducten. Dit is echter niet het enige wat door de onderneming wordt overgeslagen, want enkele terminals zijn gespecialiseerd op een bepaald terrein zoals de cacao-terminal in de haven van Amsterdam en de pinda-terminal in Zárate (Argentinië). De op- en overslag houdt meestal in dat een vrachtschip van een externe rederij goederen aanlevert die door C. Steinweg worden gelost met een kraan. Hierna worden de goederen op het terrein (de terminal) van C. Steinweg opgeslagen, waarna men de goederen, na in sommige gevallen bewerking of herverdeling, doorvoert naar de klant. Dit kan via het spoor, binnenvaart of per vrachtwagen. Voor zijn diensten wereldwijd beschikt C. Steinweg over veel faciliteiten zoals hijskranen, reachstackers, kades, loodsen/magazijnen en distributiecentra.

### Lijnvaart
Via haar dochteronderneming Mer Union biedt het bedrijf lijndiensten aan vanuit de havens van Antwerpen en Bordeaux naar eilanden in de Indische Oceaan.

## Vestigingen

### Vestigingen in Europa

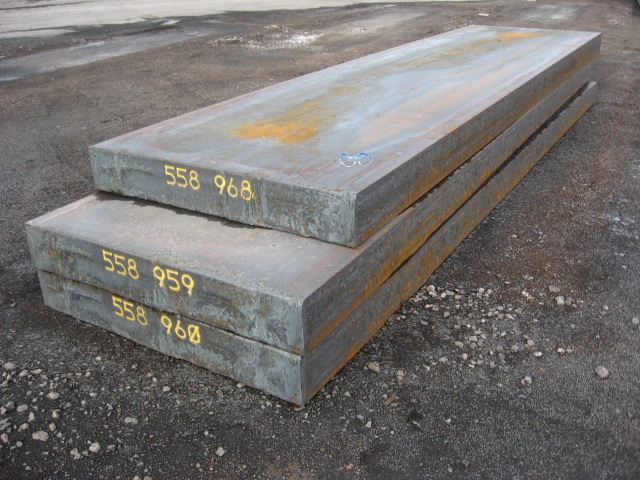
Staalbrammen

Vestigingen in de BeneluxHoewel het bedrijf inmiddels wereldwijd vertegenwoordigd is, werkt nog steeds een meerderheid van het personeel in Nederland. Naast het hoofdkantoor in Rotterdam bezit het bedrijf een groot aantal terminals in Nederland waarvan de meeste gelegen zijn in de Rotterdamse haven. Waar het bedrijf tot in de jaren 90 vele tientallen kleine terminals overal in de haven bezat, concentreert het bedrijf zich momenteel op een 12-tal terminals verspreid in het havengebied. De nieuwste van deze terminals is de in 2009 geopende Hartel-terminal. Deze terminal is in samenwerking met het havenbedrijf Rotterdam gebouwd en bedoeld om in te springen op de steeds groter wordende overslag van halffabricaten in de staalindustrie zoals staalbrammen. Waar de terminals in de haven van Rotterdam sterk gericht zijn op de overslag van staal-, metaal- en aluminiumproducten richt de terminal in de haven van Amsterdam zich volledig op de overslag van cacao- en koffiebonen die veelal worden gebrand in de Zaanstad. Verder bezit C. Steinweg in Nederland terminals in Oosterhout (vries-logistiek) en op het industrieterrein van Moerdijk.
Ook bezit het bedrijf een terminal in de haven van Antwerpen. Deze terminal, Antwerpen Steinweg Terminal (AST), richt zich vooral op de overslag van goederen uit Afrika en Rusland.
Vestigingen in Centraal-EuropaC. Steinweg bezit een sterke positie in Polen met 5 terminals. Drie hiervan hebben een ligging in havens aan de Oostzee: Gdańsk, waar vooral metalen en staalproducten worden overgeslagen, Świnoujście dat vooral dient als overslagterminal voor bosbouw en ferro-legeringen en Stettin waar vooral staal en projectlading(en) (general cargo) worden overgeslagen. Daarnaast bezit de onderneming 2 terminals in het binnenland van Polen (Warschau en Katowice) die vooral voor distributie dienen. Ook is C. actief in Tsjechië. Het bezit hier een kantoor in Praag en een terminal in Ostrava. In Duitsland is het actief in Duisburg en bezit het een terminal aan de Elbe in de haven van Hamburg. Deze terminal bestaat sinds 1994 uit een fusie met Süd West Terminal. De terminal richt zich hoofdzakelijk op de overslag van cacao-, papier- en staalproducten.
Vestigingen in ScandinaviëC. Steinweg bezit in Scandinavië een tweetal terminals in de havens van Helsingborg en Göteborg (Zweden) die als hub dienen voor heel Scandinavië en vanwaaruit vooral staal- en metaalproducten worden geëxporteerd. De terminals staan bekend onder de naam Skandiatransport.
Vestigingen in het Verenigd KoninkrijkDe vestiging in het Verenigd Koninkrijk in Londen is bijzonder, omdat dit de enige vestiging is die niet bedoeld is voor de overslag van goederen, maar louter dienstdoet als vertegenwoordiging van C. Steinweg op de London Metal Exchange, 's werelds grootste en belangrijkste metaalbeurs.
Vestigingen in Rusland en de Baltische StatenIn Rusland bezit C. Steinweg 3 terminals. Twee hiervan liggen aan de Oostzee: Kaliningrad in de Russische enclave met als groot voordeel dat deze haven het hele jaar over zee bereikbaar is en Sint-Petersburg. De derde terminal van C. Steinweg bevindt zich in de grootste haven aan de Zwarte Zee: Novorossiejsk. Alle drie de terminals richten zich voornamelijk op de overslag van bosbouw-, staal- en metaalproducten, hoewel de terminal in de haven van Novorossiejsk ook zeecontainers behandelt. De Baltische Staten worden bediend vanuit een terminal in de haven van Tallinn, de hoofdstad van Estland.
Vestigingen in Zuidwest-EuropaIn Spanje beschikt C. Steinweg over 5 overslaglocaties in Vigo, La Coruña, Bilbao, Barcelona en Valencia, welke vooral als distributiecentra fungeren. De enige terminal in Frankrijk, in Bordeaux, richt zich vrijwel uitsluitend op handel met voormalige Franse koloniën en heeft lijndiensten met Réunion, Madagaskar, en Mauritius. De meeste activiteiten van de onderneming in Italië vinden plaats vanuit Italiës belangrijkste haven Genua. Deze terminal is voor C. Steinweg niet alleen van belang voor im- en export van/uit Italië, maar is ook de belangrijkste voor zijn vervoer naar Noord-Afrika. Verder bezit het bedrijf 2 havens aan de Adriatische Zee in Ravenna en Triëst en naast Genua nog 2 aan de Middellandse Zee: Livorno en Salerno.
Vestigingen in Zuidoost-EuropaC. Steinweg is op 5 locaties in zowel het oosten als westen van Turkije actief. Vanuit de havens van Izmir en Gemlik vervoert het vooral staal- en metaalproducten, vanuit de haven van Mersin worden vooral maakproducten uit de geïndustrialiseerde regio's van Kayseri en Gaziantep afgevoerd alsmede lading bestemd voor/uit Irak. Ook bezit de onderneming terminals aan zowel de Europese als Aziatische kant van Istanbul. Hier worden naast staal- en metaalproducten ook containers behandeld. In Griekenland beschikt het over een terminal in Thessaloniki waar vooral staal- en metaalproducten worden behandeld, veelal voor doorvoer naar Bulgarije.
Vestigingen in de BalkanHoewel C. Steinweg 5 vestigingen in de Balkan bezit, zijn deze alle 5 op een andere markt (terrein) actief. De terminal in Koper dient vooral voor de doorvoer van goederen naar Oostenrijk en Hongarije. De terminal in het Servische Belgrado is gericht op het overslaan van ruwe grondstoffen naar Italië. Een vrij nieuwe vestiging (februari 2014) bevindt zich in de vrijhandelszone van de haven van Bar. Deze vormt een aanvulling op de terminal in de haven van het Kroatische Rijeka. Samen vormen deze terminals de spil in im- en export naar landen in voormalig Joegoslavië. Daarnaast bevindt zich een terminal aan de Zwarte Zee in de haven van Constanța in Roemenië.

### Vestigingen buiten Europa
C. Steinweg bezit vestigingen op alle continenten, op Oceanië na.

## Trivia
- Momenteel is C. Steinweg een van de weinige zelfstandig opererende handels- en overslagondernemingen die niet in handen is van een investeringsmaatschappij, multinational of bank.
- C. Steinweg is het enige bedrijf dat in elk havengebied (Waalhaven, Beatrixhaven, Botlek, Europoort en Maasvlakte) van Rotterdam over een eigen terminal beschikt.